# Mads V. Madsen
Mads V. Madsen (født 1974) er en tidligere dansk eliteløber. Hans primærdisciplin var 3000 meter forhindring. Han løber for Århus 1900.
Mads V. Madsen har 2 gange repræsenteret det danske landshold i atletik, ved Europa-Cuppen i 1997 og i 1999. Den første gang han repræsenterede landsholdet gik det dog ikke så godt. Tiden 9:48.19 min, som næsten var et minut langsommere end hans personlige rekord kom i hus efter at Mads V. Madsens var røget med hovedet først i den ene vandgrav. En billedserie af det blev fanget, og den er blevet til kult i den danske løberverden. Han gennemførte dog og sikrede Danmark point, som skulle vise sig at være vigtige for det års oprykning til 1. divisonen.
Mads V. Madsen er 2 gange blevet Danmarksmester på 3000 meter forhindring. Han vandt mesterskabet i 1998 og 1999. Hans hurtigste tid på forhindringen nogensinde, 8,49,96, som blev sat ved hans landsholdsdeltagelse i 1999, er til dato den 11. hurtigste i Danmark. Han er ligeledes kun én ud af 2 løbere fra Århus 1900, som nogensinde har været under 9.00 min på distancen. 

## Personlige rekorder
- 1500 meter: 3.55,59 min
- 3000 meter: 8.22,09 min
- 5000 meter: 14.24,44 min
- 10.000 meter: 29.55,55 min
- 3000 meter forhindring: 8.49,96 min

## Diverse
- Han er stadig aktiv løber, og vinder jævnligt motionsløb i Århus.
- Er indehaver af specialbutikken InSport i Århus centrum.